# Goodbye Volcano High
Goodbye Volcano High é um jogo de aventura narrativa da KO_OP. Foi anunciado em 11 de junho de 2020 e lançado em 29 de agosto de 2023 para PlayStation 4, PlayStation 5 e Windows.

## Jogabilidade
O jogador seleciona opções de diálogo e controla minijogos de ritmo durante as apresentações da banda Worm Drama.

## Trama
Situado em um mundo de dinossauros antropomórficos, o jogo é centrado nos membros da banda Worm Drama; o vocalista principal não binário Fang, o pterodáctilo (Lachlan Watson), o guitarrista Trish, o triceratops (Ozioma Akagha) e o baterista Reed, o velociraptor (Mark Whitten), ao lado da presidente do conselho estudantil da escola Naomi, o parassaurolofo (Allegra Clark) e do irmão de Fang, Naser (Abe Bueno-Jallad), - enquanto eles se aventuram pelos altos e baixos de seu último ano como veteranos do Volcano High com a formatura se aproximando no horizonte enquanto lidam com sua própria extinção iminente por um asteroide.

## Desenvolvimento e lançamento
O jogo foi anunciado inicialmente durante a apresentação online "Future of Gaming" do PlayStation em 11 de junho de 2020, com uma janela de lançamento em 2021. Em agosto de 2021, a KO_OP anunciou um atraso no lançamento de Goodbye Volcano High até algum momento em 2022. Os desenvolvedores queriam evitar o crunch relacionada à pandemia de COVID-19 e já haviam trazido uma nova equipe de roteiristas da Sweet Baby Inc. em junho de 2020 para reiniciar toda a direção narrativa do jogo. A nova direção narrativa foi amplamente inspirada nas experiências de alunos do último ano do ensino médio que se formaram durante a pandemia. Em novembro de 2022, o jogo foi adiado para 2023. Um novo trailer de gameplay estreou durante uma apresentação do PlayStation "State of Play" em 23 de fevereiro de 2023, anunciando uma data de lançamento de 15 de junho mas foi adiado para 29 de agosto. Antes do lançamento, demos do jogo foram apresentadas na Game Developers Conference de 2023 como parte da seleção "Day of the Devs", PAX East 2023 e no Tribeca Festival de 2023 como parte da seleção "Games & Immersive Experience".

## Recepção
Após a exibição do jogo reformulado na PAX East 2023, ele foi recebido positivamente pelos críticos. Kyle LeClair, do Hardcore Gamer, elogiou o jogo, dizendo que seus elementos de jogo de ritmo tinham o "nível perfeito de desafio" e que sua música era "agradável aos ouvidos". Ele chamou os designs dos personagens de "impressionantes", elogiando Fang como um "protagonista fantástico e simpático" com "ótima dublagem" e prevendo que seria um "conto profundo e único". Rachel Watts, do Rock Paper Shotgun, escreveu que "se divertiu muito com a demo", comparando-a ao jogo de aventura Life Is Strange.
Em junho de 2021, usuários anônimos do 4chan sob o nome Cavemanon criaram o Snoot Game, um "anti-fangame" concebido como uma versão rival do jogo, que foi descrito por um desenvolvedor do KO_OP como "não feito de boa fé".

### Prémios
| Ano  | Cerimônia                    | Categoria                   | Resultado      | Ref.   |
| ---- | ---------------------------- | --------------------------- | -------------- | ------ |
| 2023 | Tribeca Festival             | Tribeca Games Award         | Venceu         | [ 24 ] |
| 2023 | IndieCade                    | Grand Jury Award            | Venceu         | [ 25 ] |
| 2023 | IndieCade                    | Performance Spotlight Award | Venceu         | [ 25 ] |
| 2023 | IndieCade                    | Narrative Spotlight Award   | Indicado       | [ 25 ] |
| 2023 | The Game Awards 2023         | Games for Impact            | Indicado       | [ 26 ] |
| 2024 | GLAAD Media Awards           | Outstanding Video Game      | Indicado       | [ 27 ] |
| 2024 | Independent Games Festival   | Seumas McNally Grand Prize  | Menção honrosa | [ 28 ] |
| 2024 | Independent Games Festival   | Excellence in Narrative     | Menção honrosa | [ 28 ] |
| 2024 | Independent Games Festival   | Excellence in Visual Arts   | Menção honrosa | [ 28 ] |
| 2024 | British Academy Games Awards | Game Beyond Entertainment   | Indicado       | [ 29 ] |
| 2024 | World Soundtrack Awards      | Game Music Award            | Pendente       | [ 30 ] |